# باشگاه فوتبال لوریان
باشگاه فوتبال لوریان (به فرانسوی: Football Club Lorient-Bretagne Sud) یک باشگاه فوتبال در شهر لوریان می‌باشد که در لیگ ۱ فرانسه بازی می‌کند.
این باشگاه در سال ۱۹۲۶ تأسیس شده‌است.

## افتخارات

### داخلی
- لیگ ۲
  - قهرمانی: ۲۰–۲۰۱۹
- لیگ ملی فرانسه
  - قهرمانی: ۹۵–۱۹۹۴
- جام حذفی
  - قهرمانی: ۰۲–۲۰۰۱
- جام اتحادیه
  - نایب قهرمانی: ۰۲–۲۰۰۱
- سوپر جام
  - نایب قهرمانی: ۲۰۰۲

### منطقه‌ای
- Division d'Honneur (Bretagne)
  - قهرمانی (۵): ۱۹۳۲, ۱۹۳۶, ۱۹۵۷, ۱۹۸۳, ۱۹۹۵[۲]
- Coupe de Bretagne
  - قهرمانی (۶): ۱۹۵۸, ۱۹۷۰, ۱۹۸۲, ۱۹۹۰, ۲۰۰۰, ۲۰۰۲

### فوتبال اروپا
| فصل     | تورنومنت | دور     | کشور  | تیم                        | میزبان | مهمان | مجموع |
| ------- | -------- | ------- | ----- | -------------------------- | ------ | ----- | ----- |
| 2002–03 | جام یوفا | دور اول | ترکیه | باشگاه فوتبال دنیزلی اسپور | ۳–۱    | ۰–۲   | ۳–۳   |